# Embacang Gedang
Embacang Gedang is een bestuurslaag in het regentschap Tebo van de provincie Jambi, Indonesië. Embacang Gedang telt 2534 inwoners (volkstelling 2010).